# Massillon, Ohio
Massillon är en stad i Stark County, Ohio, USA. 

## Utbildning

### Grundskolor
Följande statliga skolområden finns i Massillon-området:
- Massillon City School District, Massillon Washington High School
- Jackson Local School District, Jackson High School (Stark County, Ohio)
- Perry Local School District, Perry High School (Perry Township, Ohio)
- Tuslaw Local School District, Tuslaw High School
- Fairless Local School District, Fairless High School (Brewster, Ohio)[1]

Dessutom finns de privata skolorna Massillon Christian School,  St. Barbara's Elementary, St. Mary's Elementary, och Central Catholic High School (Canton, Ohio).

### Högre utbildning
Ashland University har ett extra campus i Massillon Stark State College, det största universitetet i Stark County, har också ett extra campus i R.G. Drage Career Technical Center.

## Kultur och sevärdheter

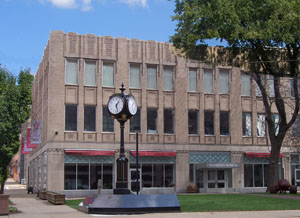
Massillon Museum

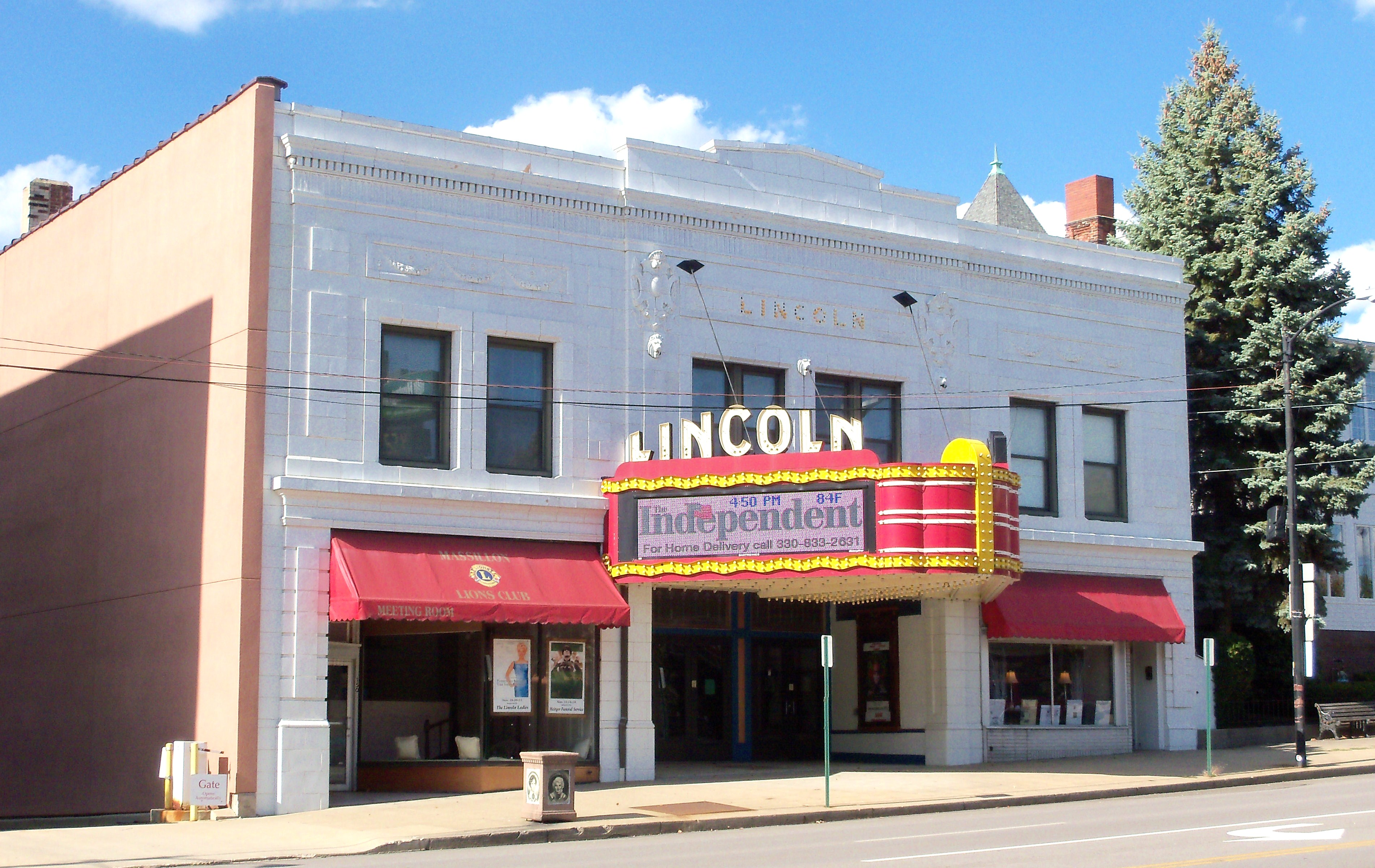
Lions Lincoln Theatre

## Transport
Följande statliga och federala motorvägar passerar Massillon:
US Route 30, US Route 62, Ohio State Route 21, Ohio State Route 172, Ohio State Route 241, Ohio State Route 236, och Ohio State Route 93. 

## Kända personer
- Paul Brown, spelare i amerikansk fotboll
- David Canary, skådespelare[5]
- Jacob S. Coxey, Sr., politiker och aktivist
- Jan DeGaetani, mezzosopran
- Matt Lanter, skådespelare och modell
- Stalley, rappare